# Toucan bleu
Andigena hypoglauca
Espèce
Statut de conservation UICN

 NT  : Quasi menacé
Répartition géographique
Le Toucan bleu (Andigena hypoglauca) est une espèce d'oiseaux appartenant à la famille des Ramphastidae et à la sous-famille des Ramphastinae.

## Description
Ce toucan de taille moyenne, au port compact, mesure entre 46 et 48 cm de longueur pour une masse de 244 à 370 g. Comme les autres toucans montagnards du genre Andigena, il possède un corps à dominante gris-bleu avec des ailes et une queue dans les tons vert-bronze. La tête tire sur le noir. Le bec très coloré mélange le jaune, le rouge orangé et le noir. Les sous-caudales et l'extrémité de la queue sont rouges, alors que les sus-caudales sont jaune citron. Les cuisses sont rouge sombre. Les pattes sont grisâtres. Les iris sont jaunes ou brun sombre selon la sous-espèce.

## Habitat et répartition
Cette espèce forestière est propre aux forêts tropicales de montagnes des Andes. Elle vit dans la canopée. Son aire de répartition est discontinue et forme deux minces bandes le long des contreforts andins entre 2 400 et 3 400 m d'altitude entre la Colombie, l'Équateur et le Pérou, mais parfois entre 2 000 et 3 650 m.
Il existe 2 sous-espèces:
- Andigena hypoglauca hypoglauca (Gould, 1833) a l'iris brun et peuple le sud de la Colombie et le centre de l'Équateur ;
- Andigena hypoglauca lateralis (Chapman, 1923) a l'iris jaune et peuple le sud de l'Équateur et le Pérou[1].

## Comportement
Espèce discrète et peu connue, se nourrissant souvent avec d'autres espèces (Icteridae, Thraupidae, etc.) d'oiseaux dans les branchages ou près du sol, un comportement rare pour un toucan. Se nourrit principalement de baies et autres fruits à chair tendre.

## Conservation
Espèce encore commune localement mais dont la population globale tend à décliner à cause de la destruction de son habitat naturel.